# São Miguel do Rio Torto
São Miguel do Rio Torto é uma povoação portuguesa do município de Abrantes, na província do Ribatejo, região do Oeste e Vale do Tejo e NUT3 do Médio Tejo, que foi sede da Freguesia de São Miguel do Rio Torto, freguesia que tinha 52,39 km² de área e 2 869 habitantes (2011).
A freguesia de São Miguel do Rio Torto foi extinta (agregada), em 2013, no âmbito de uma reforma administrativa nacional, tendo sido agregada à freguesia de Rossio ao Sul do Tejo, para formar uma nova freguesia denominada União das Freguesias de São Miguel do Rio Torto e Rossio ao Sul do Tejo

## Localização
São Miguel do Rio Torto localiza-se na zona ocidental do município, a sul do Tejo. Tem como vizinhos a sede do município a norte, Rossio ao Sul do Tejo a nordeste, o Pego e São Facundo a leste, Bemposta a sul e sueste e Tramagal a noroeste e o Município de Constância a oeste. É ribeirinha à margem esquerda do rio Tejo ao longo dos limites com a cidade de Abrantes.

## População
Grupos etários em 2001 e 2011			

| Nº de habitantes | Nº de habitantes | Nº de habitantes | Nº de habitantes | Nº de habitantes | Nº de habitantes | Nº de habitantes | Nº de habitantes | Nº de habitantes | Nº de habitantes | Nº de habitantes | Nº de habitantes | Nº de habitantes | Nº de habitantes | Nº de habitantes | Nº de habitantes |
| ---------------- | ---------------- | ---------------- | ---------------- | ---------------- | ---------------- | ---------------- | ---------------- | ---------------- | ---------------- | ---------------- | ---------------- | ---------------- | ---------------- | ---------------- | ---------------- |
| 1864             | 1878             | 1890             | 1900             | 1911             | 1920             | 1930             | 1940             | 1950             | 1960             | 1970             | 1981             | 1991             | 2001             | 2011             |                  |
| 1362             | 1582             | 1778             | 2227             | 2572             | 2999             | 3392             | 3851             | 4357             | 4756             | 4785             | 4615             | 4022             | 3422             | 2869             |                  |
|                  | +16%             | +12%             | +25%             | +15%             | +17%             | +13%             | +14%             | +13%             | +9%              | +1%              | -4%              | -13%             | -15%             | -16%             |                  |

|     | 0-14 anos  | 15-24 anos | 25-64 anos     | 65 e + anos |
| Hab | 354 \| 264 | 377 \| 258 | 1 717 \| 1 419 | 974 \| 928  |
| Var | -25%       | -32%       | -17%           | -5%         |

## Indústria
Mormente corticeiras, lagares e metalomecânicas.
Corticeiras, com destaque para a Amorim, entre outras e, derivados da cortiça, com sublinhado para a Sofalca.
Fábrica e lagares de azeite, com destaque para a Victor Guedes, e a Ourogal.
Também importante no sector ferroviário, sendo o local em que se separa a linha proveniente do Entroncamento - da localidade parte a linha do Leste com destino a Badajoz e a Linha da Beira Baixa com destino à Covilhã.

## Lugares
- São Miguel de Rio Torto
- Arreciadas
- Arrifana
- Cabrito
- Carvalhal
- Lameiras
- Maiorga
- Maria da Lança
- Salvadorinho
- São Macário
- Vale Cortiças
- Bicas